# Camí de Cavalls

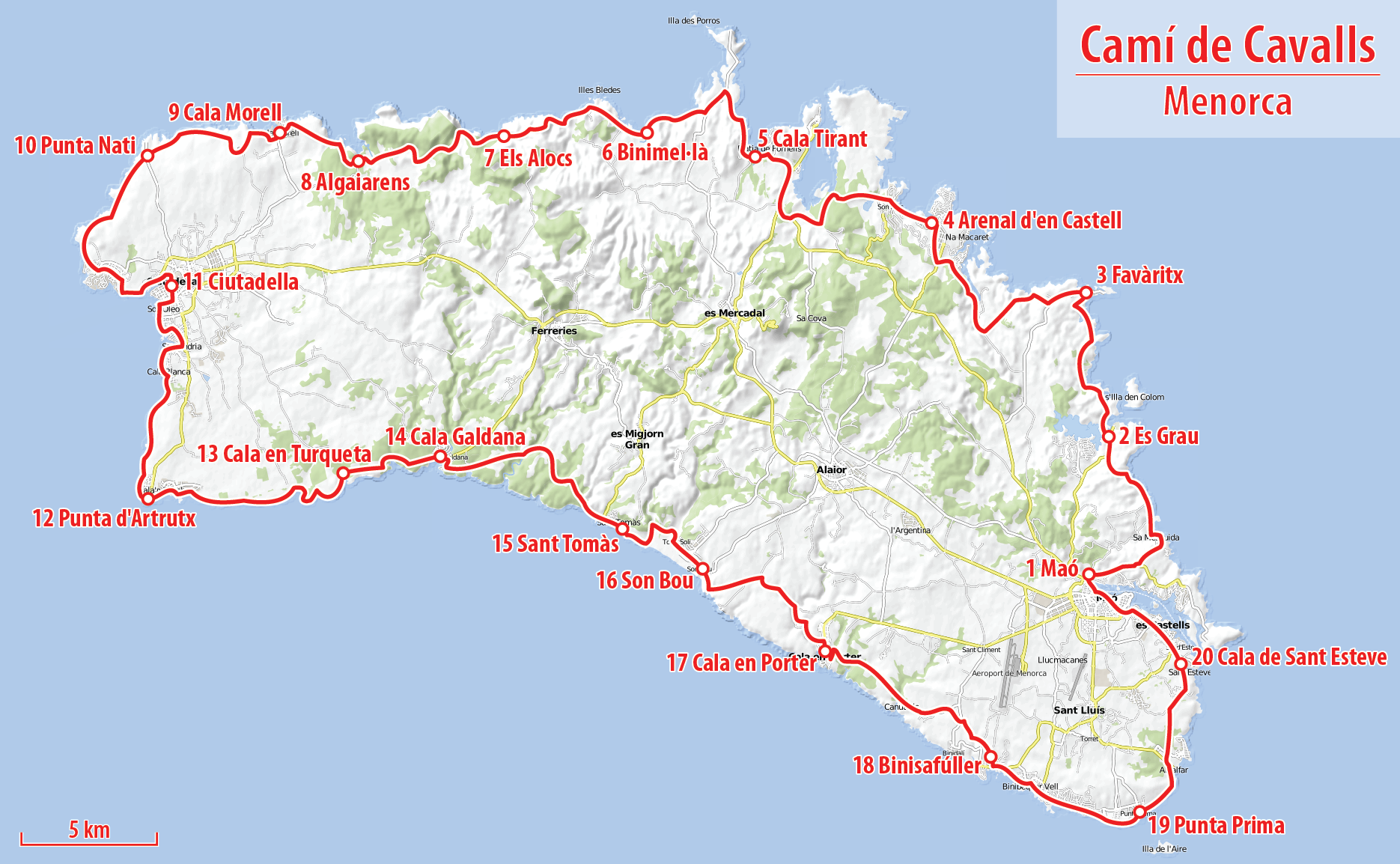
Itinéraire du sentier Camí de Cavalls

Le Camí de Cavalls est un sentier ancestral qui fait le tour de l’île de Minorque, en Espagne, sur une longueur de 186 km. Il fait partie, sous la désignation GR 223, du réseau espagnol de sentiers de grande randonnée et permet d’atteindre certaines des plages de Minorque les plus difficilement accessibles.

## Histoire
Le Camí de Cavalls (« chemin des chevaux » en catalan) a été construit pour relier les tours de guet, forteresses et canons établis le long de la côte de l’île et pour faciliter le transport de troupes et de pièces d’artillerie. Si certains font remonter la date de sa création au XIVe siècle, d’autres attribuent sa construction aux Français qui dominèrent l’île de 1756 à 1763.
Sa fonction primaire étant la défense et le contrôle de l’île, il était parcouru par des soldats montés sur des chevaux Minorquins, d’où la désignation du chemin.

## Restauration
Pendant des décennies, le sentier faisait partie de propriétés privées et n'était pas accessible au public. Le 21 décembre 2000, le parlement des Îles Baléares a adopté la loi du Camí de Cavalls, qui considère le sentier comme « une réalité historique et culturelle du peuple de Minorque » et a pour objectif « d'établir un passage public sur le tracé original du Camí de Cavalls, dans le but de permettre son utilisation générale, libre et gratuite ». Le gouvernement s’attaqua alors à la restauration et au balisage de l’ensemble du sentier, y consacrant 934 977,37 € en une première phase, puis 800 159 € en une deuxième phase qui se termina en mai 2011, permettant désormais de le parcourir à pied, à VTT ou à cheval.

## Tronçons

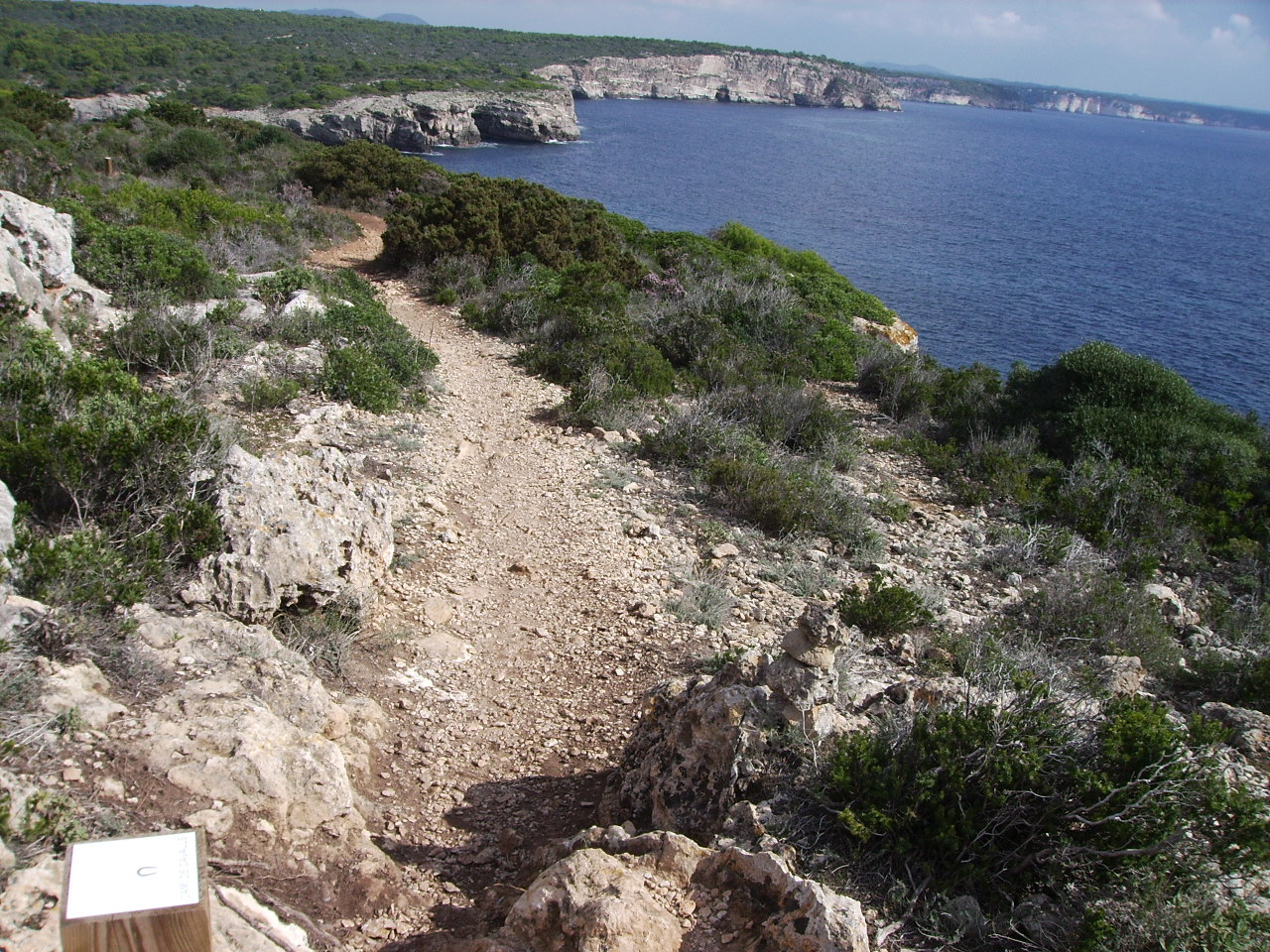
Camí de Cavalls: tronçon d'Es Talaier à Cala en Turqueta

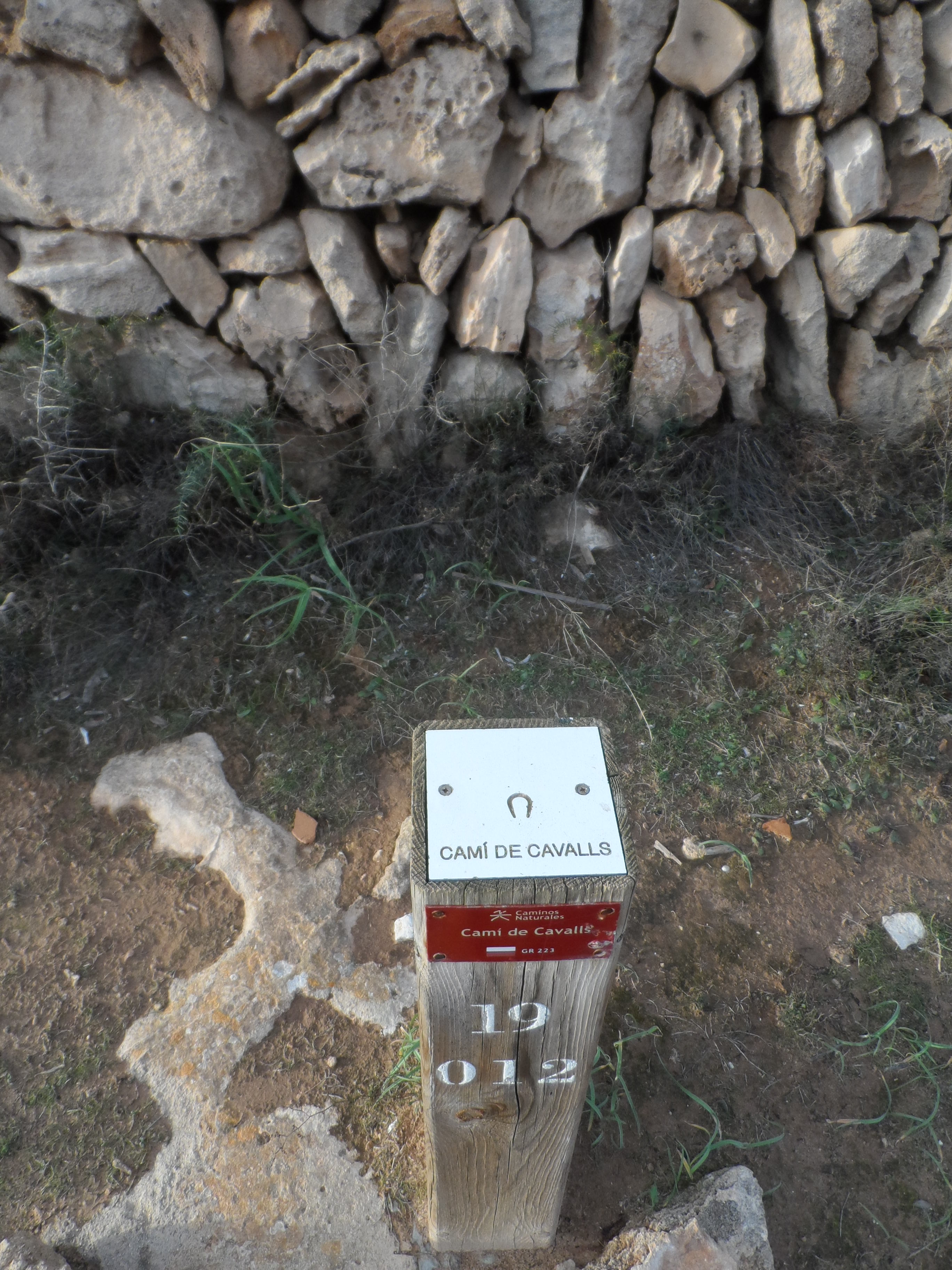
Camí de Cavalls entre Punta Prima et Cala de Sant Esteve

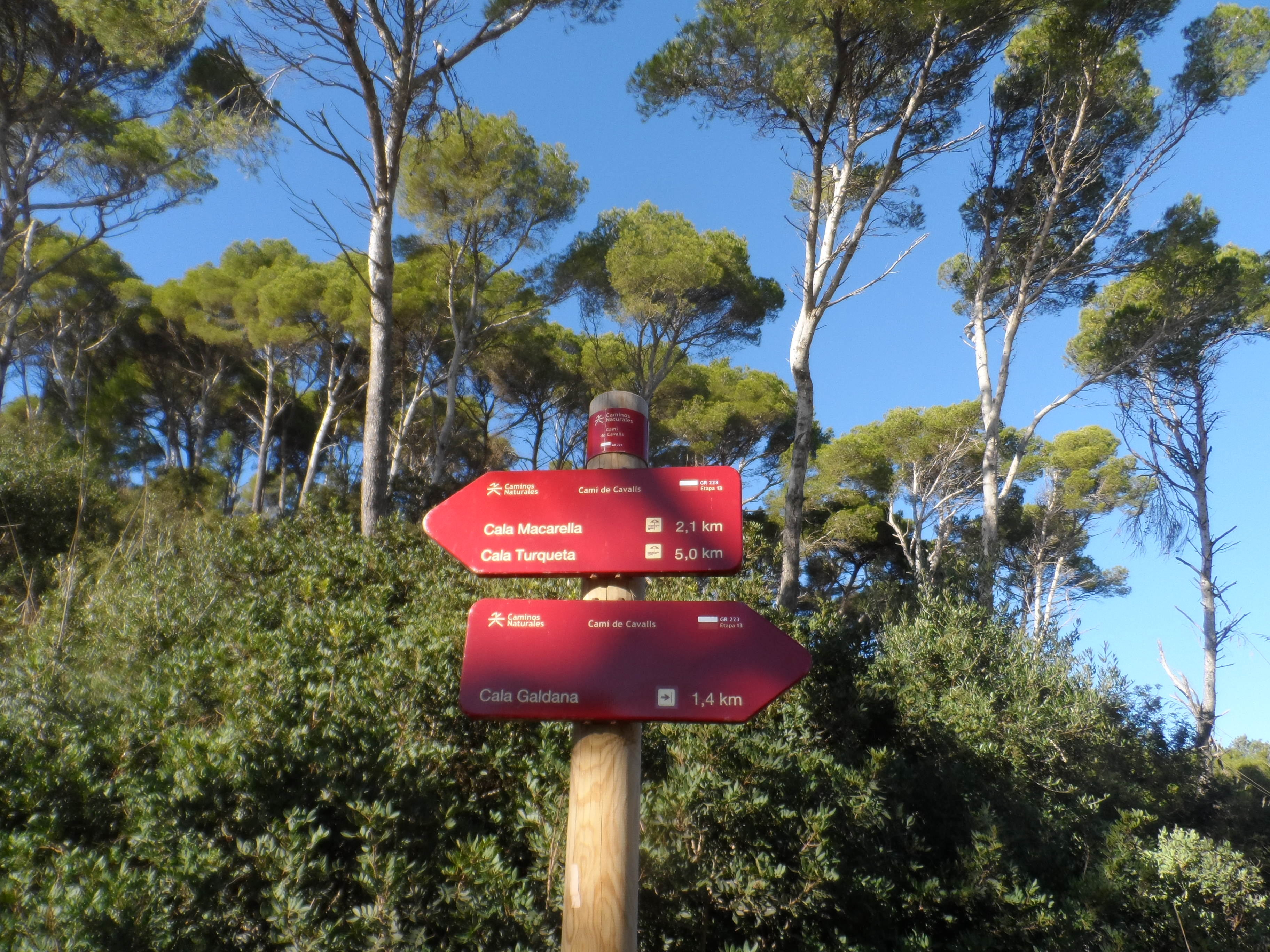
Camí de Cavalls à Cala Galdana

Le sentier est divisé en 20 tronçons, d’une longueur de 5 à 14 km chacun. Bien qu'il ne dépasse pas 125 mètres d'altitude, le dénivelé cumulé atteint les 4 000 mètres. Tous les points de départ et d’arrivée des différents tronçons sont accessibles par la route, de sorte qu’il n’est pas nécessaire de parcourir plusieurs tronçons à la fois. Le kilomètre 0 se trouve à la Culàrsega de Port Mahon, où commence le tronçon 1. Le sentier a été homologué comme GR 223 et est signalisé par des pieux en bois plantés tous les 50 m environ et par des panneaux d'information au début des étapes. Les plus de cent barrières à franchir montrent que les activités traditionnelles, notamment l'élevage, continuent à être pratiquées tout autour du chemin.
| Tronçon | Départ              | Arrivée             | Durée      | Distance | Difficulté |
| ------- | ------------------- | ------------------- | ---------- | -------- | ---------- |
| 1       | Port Mahon          | Es Grau             | 3 h 30 min | 10,0 km  | moyenne    |
| 2       | Es Grau             | Favàritx            | 3 h 30 min | 8,6 km   | moyenne    |
| 3       | Favàritx            | Arenal d'en Castell | 5 h        | 13,6 km  | moyenne    |
| 4       | Arenal d'en Castell | Cala Tirant         | 4 h        | 10,8 km  | facile     |
| 5       | Cala Tirant         | Binimel•là          | 4 h        | 9,6 km   | moyenne    |
| 6       | Binimel•là          | Els Alocs           | 5 h        | 8,9 km   | difficile  |
| 7       | Els Alocs           | Algaiarens          | 4 h 30 min | 9,7 km   | moyenne    |
| 8       | Algaiarens          | Cala Morell         | 2 h 10 min | 5,4 km   | moyenne    |
| 9       | Cala Morell         | Punta Nati          | 3 h        | 7,0 km   | facile     |
| 10      | Punta Nati          | Ciutadella          | 4 h        | 10,5 km  | facile     |
| 11      | Ciutadella          | Punta d’Artrutx     | 5 h        | 13,2 km  | difficile  |
| 12      | Punta d'Artrutx     | Cala en Turqueta    | 5 h        | 13,3 km  | moyenne    |
| 13      | Cala en Turqueta    | Cala Galdana        | 2 h 30 min | 6,4 km   | facile     |
| 14      | Cala Galdana        | Sant Tomàs          | 4 h 30 min | 10,8 km  | moyenne    |
| 15      | Sant Tomàs          | Son Bou             | 2 h 30 min | 6,4 km   | facile     |
| 16      | Son Bou             | Cala en Porter      | 3 h 30 min | 8,0 km   | moyenne    |
| 17      | Cala en Porter      | Binisafúller        | 4 h 30 min | 11,8 km  | facile     |
| 18      | Binisafúller        | Punta Prima         | 3 h 30 min | 8,1 km   | facile     |
| 19      | Punta Prima         | Cala de Sant Esteve | 2 h 40 min | 7,3 km   | facile     |
| 20      | Cala de Sant Esteve | Port Mahon          | 2 h 20 min | 6,0 km   | facile     |

## Événements
Dès le sentier restauré, les activités et événements se multiplient. Du 28 avril 2012 au 1er mai, le champion du monde de raid nature, Arnau Julià, a fait trois fois le tour de l’île en 82 h 30 min, une fois en course à pied, une fois en VTT et une dernière fois en kayak, parcourant au total plus de 500 km.
La course d'ultrafond Trail Menorca Camí de Cavalls s’est tenue pour la première fois du 18 au 20 mai 2012 avec 140 participants pour les cinq courses que comprenait l’épreuve : Trail Cami de Cavalls 185,3 km, Trail Costa Nord - 94,2 km (côte nord), Trail Costa Sud - 91 km (côte sud), Trekking Costa Nord - 46,6 km et Trekking Costa Sud - 43,5 km. L'épreuve tenue du 15 au 17 mai 2015 a été remportée, pour les 185 km du tour de l'île, par Javier Castillo, avec un temps cumulé de 20 h 43 min 41 s.

### Vainqueurs masculins du Trail Menorca Camí de Cavalls
| Année | Trail Cami de Cavalls 185,0 km        | Trail Costa Nord - 100,4 km              | Trail Costa Sud - 84,6 km              | Trekking Costa Nord - 33,4 km                 | Trekking Costa Sud - 55,1 km               |
| ----- | ------------------------------------- | ---------------------------------------- | -------------------------------------- | --------------------------------------------- | ------------------------------------------ |
| 2012  | Mia Carol Bruguera (23 h 39 min 12 s) | Salvador Millán Marco (11 h 44 min 16 s) | Marc Roig Tio (8 h 57 min 00 s)        | Juan Antonio Moreno Fuentes (5 h 32 min 48 s) | Arturo Neriz Bellido (4 h 24 min 54 s)     |
| 2013  | Dani Coll Sintes (25 h 00 min 23 s)   | Miquel Pons Pons (10 h 31 min 18 s)      | Xavier Garcia Carabi (8 h 12 min 13 s) | épreuve non disputée                          | Josep Jansa Dubon (5 h 18 min 38 s)        |
| 2014  | Zigor Iturrieta (21 h 10 min 04 s)    | Xavier Garcia Carabi (10 h 12 min 01 s)  | Joan Noguera Bisbal (8 h 03 min 31 s)  | Paco Arnau Rubio (2 h 34 min 22 s)            | Juan Jose Mateos Delgado (5 h 17 min 36 s) |
| 2015  | Javier Catillo (20 h 43 min 41 s)     | Casey Morgan (8 h 57 min 18 s)           | Pau Garriga (8 h 04 min 53 s)          | Biel Martinez (2 h 29 min 19 s)               | Miquel Pons (4 h 54 min 21 s)              |